# Bernardo de Mesa
Bernardo de Mesa (* 1470 in Córdoba; † 1524 in Badajoz) war ein spanischer Dominikaner, römisch-katholischer Bischof und Diplomat in den Diensten des spanischen Königs Ferdinand II.

## Leben
Bernardo de Mesa wurde am 7. Juni 1508 zum Auxiliarbischof von Forlì in Italien berufen und erhielt den Titel eines Titularbischofs von Trinopolis (= Drinawar in Ungarn). Die Bischofsweihe spendete ihm Libert von Broechem OFM, Weihbischof in Lüttich, Mitkonsekratoren waren Weihbischof François Chaillet und Jean Bourgeois, Weihbischof im Erzbistum Köln.
Am vierten Advent 1511 predigte der Dominikaner Antonio de Montesinos in Santo Domingo den Sermón en defensa de los indios. In der Folge gab es aus dem Dominikanerorden weitere kritische Stimmen zur Konquista. Ferdinand II. berief 1512 eine Junta zur Vorbereitung der Leyes de Burgos ein. Zwei der dort vorgetragenen Meinungen sind durch Bartolomé de las Casas überliefert.
Die eine Meinung stammt von Bernardo de Mesa, der die Massenversklavung der Indigenas mit Aristoteles rechtfertigte und ihnen kollektiv einen Mangel an Verstand und Klugheit unterstellte.

«[…] yo creo que ninguno de sano entendimiento, podrá decir que en estos indios no haya capacidad para recibir la nuestra fe y virtud que baste para salvarse y conseguir el último fin de la bienaventuranza. Mas yo oso decir que hay en ellos tan pequeña disposición de naturaleza y habituación, que para traerlos a recibir la fe y buenas costumbres, es menester tomar mucho trabajo, por estar ellos en tan remota disposición, y dado que reciban la fe, la naturaleza dellos no les consiente tener perserverancia en la virtud […]»

„[…] ich glaube, dass niemand mit einem gesunden Verstand sagen kann, dass es diesen Indianern möglich sei, unseren Glauben und unsere Tugend zu empfangen, die ausreichen, um zur Erlösung zu gelangen und das letzte Ziel der Glückseligkeit zu erreichen. Aber ich sage, dass in ihnen es so wenig Neigung und Gewöhnung gibt, dass, um sie zum Glauben und zu guten Sitten zu bringen, es notwendig ist, viel Mühe aufzuwenden, weil sie so weit davon entfernt sind den Glauben zu empfangen, und ihre Natur ihnen keine Ausdauer in der Tugend erlaubt […]“

Die andere, ähnliche Position wurde von Gil Gregorio vorgetragen. Dieser bezeichnete die Indios als „sprechende Tiere“. Beide stimmten überein, dass es sich bei den Indigenas um „inferiore“ Menschen handele.
Bernardo wurde von Ferdinand II. als Botschafter nach Paris gesandt, um König Ludwig XII. zum Tod seiner Frau Anne de Bretagne zu kondolieren und um Frieden zu verhandeln. An der Sorbonne entwickelte er eine Theologie für die Konquista. An der Sorbonne widmete Juan Luis Vives im Juni 1514 dem S.D. Bernardo Mensae Antisti Trinopolitno sein Werk Christi Iesu Triumphus y Yirginis Dei Parentis Ovratio.
Am 24. Juli 1514 schrieb Ferdinand II. von Medina del Campo aus an de Mesa, seinen Botschafter bei Ludwig XII. von Frankreich, einen Brief: Dass ein Waffenstillstand und ein Frieden mit Frankreich verhandelt sei und zukünftig keine bewaffneten Schiffe mehr spanische Häfen verlassen dürften, um französische Händler zu stören.
1515 ernannte Ferdinand II. de Mesa zu seinem Botschafter bei Heinrich VIII. von England.
Bernardo de Mesa wurde am 10. September 1515 zum Bischof von Elne (damals Nordkatalonien) berufen. 1516 wurde er zum Bischof der Diözese von Kuba bestimmt, ohne dass diese schon bestanden hätte, weshalb de Mesa auch nicht nach Kuba ging. Erster Bischof von Kuba wurde Juan de Witte Hoos aus dem Dominikanerorden. Bernardo de Mesa wurde am 20. Februar 1521 zum Bischof von Badajoz in Spanien ernannt.